# Brisbane (månekrater)
Brisbane er et nedslagskrater på Månen. Det befinder sig i den sydøstlige del af Månens forside og er opkaldt efter den engelske amatørastronom og guvernør Thomas Brisbane (1773 – 1860).
Navnet blev officielt tildelt af den Internationale Astronomiske Union (IAU) i 1970. 
Observation af krateret rapporteredes første gang i 1878 af Johann Friedrich Julius Schmidt. På grund af dets placering nær måneranden får perspektivisk forkortning Brisbanekrateret til at synes aflangt, når det ses fra Jorden, mens det i virkeligheden er cirkulært.

## Omgivelser
Brisbanekrateret ligger syd for Peiresciuskrateret. Mod nordvest ligger Vega og Reimaruskraterne, og længere mod øst ligger den bjergomgivne slette Lyot. 

## Karakteristika
Brisbane er et gammelt, eroderet krater, der er blevet noget afrundet i tidens løb på grund af en række senere mindre nedslag. Der findes småkratere langs dets rand, mest langs den vestlige væg og den nordøstlige indre væg. Der er en fure på toppen af den sydvestlige rand. Kraterbunden er næsten jævn og uden særlige nedslag. I midten af den findes en lille central forhøjning.

## Satellitkratere
De kratere, som kaldes satellitter, er små kratere beliggende i eller nær hovedkrateret. Deres dannelse er sædvanligvis sket uafhængigt af dette, men de får samme navn som hovedkrateret med tilføjelse af et stort bogstav. På kort over Månen er det en konvention at identificere dem ved at placere dette bogstav på den side af satellitkraterets midte, som ligger nærmest hovedkrateret. Brisbanekrateret har følgende satellitkratere:
| Brisbane | Længde  | Bredde  | Diameter |
| -------- | ------- | ------- | -------- |
| E        | 50,0° S | 71,2° Ø | 56 km    |
| H        | 50,3° S | 64,9° Ø | 43 km    |
| X        | 50,4° S | 67,4° Ø | 20 km    |
| Y        | 51,4° S | 69,8° Ø | 17 km    |
| Z        | 52,8° S | 72,4° Ø | 64 km    |

## Måneatlas
- Billeder af Brisbanekrateret i LPI-måneatlasset